# Annie (cantante)
Annie, pseudonimo di Anne Lilia Berge Strand (Trondheim, 21 novembre 1977), è una cantante e produttrice discografica norvegese.

## Biografia
Nata a Trondheim, si trasferisce a Bergen con la madre all'età di 13 anni. Suo padre era già deceduto per malattia quando Annie aveva 7 anni.
All'età di 16 anni entra a far parte del suo primo gruppo musicale chiamato Suitcase, di stampo indie rock. Dopo qualche tempo si avvicina alla musica elettronica e conosce Tore Andreas Kroknes, noto come DJ Erot. Tra i due artisti nasce un sodalizio musicale ma anche sentimentale e fu così che Annie pubblica, nel 1999, il suo primo singolo intitolato Greatest Hit. Mentre stavano realizzando il primo album, Kroknes muore a soli 23 anni nel 2001 per problemi al cuore. Fu così che Annie lasciò temporaneamente la musica.
Nel marzo 2003 firma un contratto discografico con l'etichetta britannica 679 Recordings. Regista Kiss Me con il DJ finlandese Timo Kaukolampi della band Op:l Bastards e collabora anche con il produttore britannico Richard X per la compilation Richard X Presents His X-Factor Vol. 1 (2003). Nell'agosto 2004 pubblica il singolo Chewing Gum, che anticipa l'uscita del suo primo album in studio Anniemal, uscito nel settembre seguente, a cui collaborano, oltre ai già citati Richard X e Timo Kaukolampi, anche i Röyksopp. La canzone Heartbeat, uscita anche con il titolo My Heart Beat, viene inserita nel film italiano Melissa P. (2005). Nel 2004 riceve il premio Spellemannprisen come "artista rivelazione".
Nell'ottobre 2005 pubblica la raccolta DJ-Kicks: Annie per l'etichetta Studio !K7 come parte della serie DJ-Kicks.
Nel gennaio 2007 l'artista firma un contratto internazionale con Island Records, che però abbandona dopo poco tempo. L'album Don't Stop, suo secondo in studio uscito nell'ottobre 2009, viene quindi distribuito da Totally e Smalltown Supersound. Anche in questo disco collaborano Richard X e Timo Kaukolampi, a cui si aggiungono tra gli altri Paul Epworth, Brian Higgins e Xenomania. Dall'album vengono estratti i singili I Know UR Girlfriend Hates Me (2008; presente solo nell'edizione speciale), Anthonio (2009), Songs Remind Me of You (2009) e My Love Is Better (2009). È coautrice del brano Left My Heart in Tokyo, singolo di debutto delle Mini Viva uscito nel 2009.
Tra il 2009 ed il 2011 pubblica una serie di mix-album con DJ Fett Burger. Tra il 2011 ed il 2013 collabora anche con The Toxic Avenger (Alien Summer), Designer Drugs (Crazy for You) e Ralph Myerz (Take a Look at the World). Nel luglio 2013 pubblica l'EP The A&R EP. Nell'ottobre 2015 è la volta di un altro EP, ovvero Endless Vacation.
Nel giugno 2020 annuncia il suo terzo album in studio e quindi il suo nuovo LP dopo 11 anni; si tratta di Dark Hearts, uscito nel mese di ottobre e prodotto da Stefan Storm (The Sound of Arrows).

## Discografia

### Album in studio
- 2004 - Anniemal
- 2009 - Don't Stop
- 2020 - Dark Hearts

### Mix album
- 2005 - DJ-Kicks: Annie
- 2009 - Wednesday Mix
- 2010 - Friday Mix
- 2011 - Thursday Mix
- 2011 - Tuesday Mix

### EP
- 2008 - iTunes Festival: London 2008
- 2013 - The A&R EP
- 2015 - Endless Vacation